# جان دی لانسی
جان دی لانسی (به انگلیسی: John de Lancie) (زاده ۲۰ مارس ۱۹۴۸ ) بازیگر آمریکایی است. از فیلم‌های معروف او می‌توان به بازی در زن در بالا، کثرت، دکمه‌ها، دستی که گهواره تکان می‌دهد، زوج‌های عاشق، تکامل، نفوذ بد و فیشر کینگ اشاره کرد.